# التمانستر
التمانستر (به آلمانی: Altmünster) یک شهر بازاری و municipality of Austria در اتریش است که در Gmunden District واقع شده‌است.

## خصوصیات
التمانستر ۷۹ کیلومترمربع مساحت دارد ۴۴۲ متر بالاتر از سطح دریا واقع شده‌است.